# Le Rideau final

Le Rideau final est un téléfilm anglo-américain réalisé par Patrick Harkins, sorti en 2002.

## Fiche technique
- Titre original : The Final Curtain
- Scénario : John Hodge
- Durée : 85 minutes
- Pays :  Royaume-Uni,  États-Unis

## Distribution
(juillet 2016).
- Peter O'Toole : J.J. Curtis
- Adrian Lester : Jonathan Stitch
- Aidan Gillen : Dave Turner
- Julia Sawalha : Karen Willet
- Ralph Brown : Timothy (Channel Controller)
- Dorothy Atkinson : Betty (Contestant)
- Inday Ba : Caroline Stitch
- Todd Boyce : Pete Ianyard
- Dominic Cooper : Young Priest
- Sally Dexter : Linda
- Henry Goodman : Ed Nbrezki (voix)
- Kenneth Hadley : Cleethorpes Paper Editor
- Nick Holder : Mike
- Anna Jaskolka : Mrs. Arkwright
- Claudia Lander-Duke : Arkwrights' Daughter
- Patrick Malahide : Dr Colworth
- Ian McNeice : Priest
- Emily Richards : Awards Presenter
- Toby Robertson : Lord Kelvin
- Iain Rogerson : Mr. Arkwright
- Zita Sattar : Sylvia (Contestant)
- Martin Savage : Billy (Contestant)
- Simon Scott : TV Interviewer
- Jonathan Shaw : Charlie Arkwright
- Charles Simon : Monty Franklin
- Rohan Siva : Stanley (Contestant)
- Sharon Swyer : Limo Girl
- Malcolm Tierney : Estate Agent
- Mark Williams : Declan Farrell